# Maria Lai
Maria Lai (née le 27 septembre 1919 à Ulassai et décédée à Cardedu le 16 avril 2013) est une artiste italienne d'origine sarde, considérée comme une pionnière de l’art relationnel en Italie, connue pour son chef-d'œuvre : Legarsi alla montagna (« se lier à la montagne »).
Fierté de la région sarde de l'Ogliastra, réputée pour le « trait fortement narratif et conceptuel de son travail », elle a vu sa notoriété et le prix de ses œuvres grandir après une exposition à la Biennale de Venise en 1978.

## Biographie

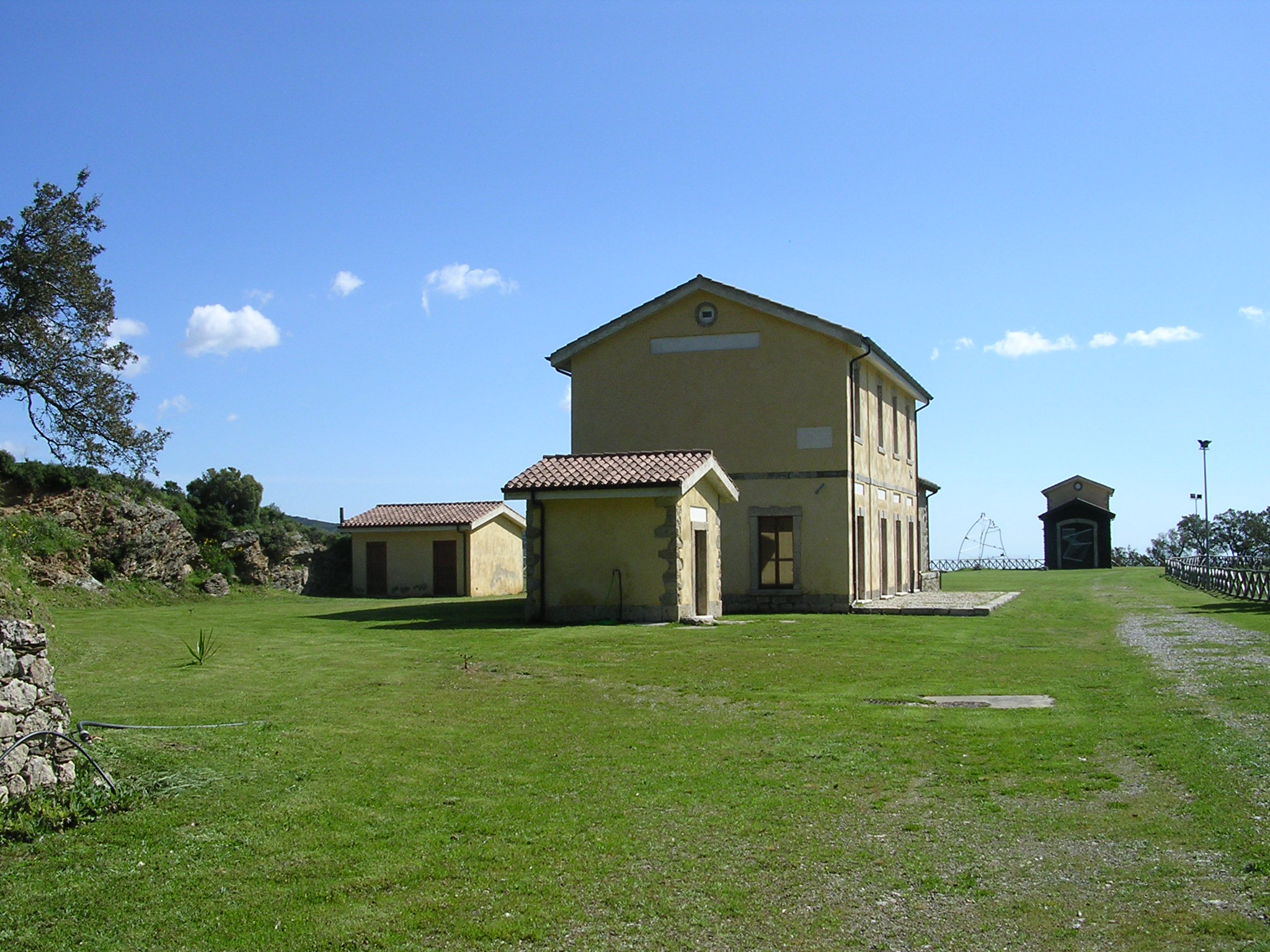
Le Musée d'Art Contemporain Ulassai Art Station

Née à Ulassai, village de l'Ogliastra, en Sardaigne, Maria Lai est la fille de Giuseppe (vétérinaire) et de Sofia Mereu. Elle grandit dans un village dominé par de spectaculaires montagnes. Elle était la deuxième d'une famille de cinq enfants. De mauvaise santé, pendant son enfance, elle a passé les mois d'hiver à Gairo, chez ses oncles paysans, et n'a donc pas fréquenté régulièrement l'école primaire. Elle commence très jeune, dans ce petit village sarde, à se découvrir une aptitude au dessin : à l'aide des braises de la cheminée, elle dessine des formes sur les murs.
En 1939, elle s'inscrit à l'école d'art Ripetta à Rome, où elle rencontre des maîtres de peinture comme Angelo Prini et Marino Mazzacurati. Elle n'a même pas 20 ans quand elle quitte la Sardaigne pour aller étudier. Ayant terminé ses études au lycée, elle ne peut cependant pas retourner en Sardaigne en raison de la guerre. Elle part pour Venise, où, de 1943 à 1945, inscrite à l'Académie des Beaux-Arts, elle suit le cours de sculpture donné par les artistes Arturo Martini et Alberto Viani. Le sculpteur Arturo Martini est alors connu pour être l'auteur de La Sculpture, langue morte. Mais comme beaucoup d'hommes de sa génération, il ne croit pas du tout au fait qu'une femme puisse devenir artiste.
En 1945, Maria Lai quitte précipitamment Venise. Après une courte période à Vérone, elle retourne dans son île natale, en Sardaigne, pour se ressourcer. À partir de l'année suivante, elle enseigne à l'institut technique féminin de Cagliari, où elle reste jusqu'en 1949. En Sardaigne, elle renoue des contacts avec Salvatore Cambosu et rencontre, en 1947, Foiso Fois et Giuseppe Dessì, qui se retrouvent alors comme voisins à Rome.

## Activité artistique
De retour à Rome en 1954, elle réalise en 1957 sa première exposition personnelle à la galerie L'Obelisco d'Irene Brin, exposant les dessins au crayon réalisés entre 1941 et 1954. Entre-temps, Maria ouvre un petit studio d'art et se lie d'amitié avec Jorge Eduardo Eielson.
Dans les années soixante, Maria Lai a observé les courants contemporains émergents, tels que l'Arte povera et l'Art informel. Peu de temps après, elle a compris l'importance des leçons de Martini (qu'elle avait d'abord considérées comme un échec complet), des paroles de Cambosu, des traditions, des mythes et légendes de son pays natal. En intervenant sur la matière à travers les objets Ready-made du métier à tisser et la magie de son utilisation, du pain et des objets du passé archaïque sarde, elle a commencé un voyage, qui voyait le passé comme une enquête sur l'avenir.
En septembre 1971, son frère Gianni meurt dans un accident d'avion ; médecin, il était connu localement comme le fondateur de l'Institut orthopédique climatique Mario Tommasini de Jerzu (transformé plus tard en sanatorium antituberculeux).
Son parcours d'artiste bénéficie alors d'une nouvelle approche de l'art textile favorisée par la rencontre avec le maître Enrico Accatino qui commença à œuvrer pour la relance de l'art textile. Cette démarche intéresse alors à la même époque des usines sardes.
Au cours de l'année 1976, Maria Lai, alors âgée de 57 ans, fait la connaissance d'Angela Grilletti Migliavacca, propriétaire et directrice de la galerie Arte Duchamp à Cagliari, en Sardaigne.
Cette dernière deviendra son futur conservateur personnel, avec qui elle entretiendra plus tard une relation de travail et d'amitié durant plusieurs décennies. L'année suivante, en 1977, elle rencontre l'historienne de l'art Mirella Bentivoglio qui dès 1978 permet à Maria d'aller à la Biennale de Venise.

### L'événement de 1981
Le 8 septembre 1981, un événement d'art relationnel unique a eu lieu, auquel toute la communauté d'Ulassai a participé : l'opération, appelée « Legarsi alla montagna », a duré trois jours et a eu une grande importance, impliquant également la télévision d'État. L'événement a été considéré par le critique d'art Filiberto Menna comme l'une des réalisations les plus importantes de l'art moderne et contemporain.
L'inspiration de l'œuvre est venue d'une réinterprétation d'une ancienne légende de la ville, Sa Rutta de is'Antigus (La grotte des Anciens), qui avait été tirée d'un événement réel à Ulassai en 1861. Un jour, une crête de montagne s'effondre et submerge une maison, à l'intérieur de laquelle trois fillettes meurent : une autre parvient cependant à se sauver et tient un ruban bleu. Les roturiers interprétèrent le fait comme un miracle divin, qui se transmettait de génération en génération : la petite fille, afin de poursuivre un fil bleu qui volait dans le ciel au milieu des éclairs, avait quitté la grotte peu avant l'effondrement et avait ainsi sauvé sa vie. Maria Lai unissait les maisons du village et le surplomb du mont Gedili par un fil céleste de 27 km de long.
La même année, Maria crée une Via Crucis dont elle fait don à la paroisse d'Ulassai. Dans le même temps, le musée à ciel ouvert prend forme sur le même site. Il prendra le nom de Maria Lai, après avoir été réalisé en 1982 par plusieurs artistes dont Costantino Nivola, qui a créé ici sa dernière œuvre (Fontaine sonore).

### À partir des années 90
Dans les années 90, ses œuvres apparaissent comme une réinterprétation de son parcours global et de ses différents cycles assemblés harmonieusement les uns avec les autres. Son travail se révèle très apprécié au niveau international, ce qui débouche sur l'amitié personnelle avec le styliste Antonio Marras et les chanteuses Marisa Sannia et Elena Ledda.

### Années 2000 et 2010
En 2004, elle a reçu un diplôme honorifique en littérature de l'Université de Cagliari puis le 8 juillet 2006, le Musée d'art contemporain est inauguré dans les anciens bâtiments de l'ancienne gare d'Ulassai. Le musée reçoit une donation d'environ 140 œuvres de l'artiste, parmi les plus significatives de sa carrière.
Au cours de ses dernières années de vie, Maria Lai a vécu et travaillé dans sa maison de campagne près du village de Cardedu (voisin du Gairo de son enfance).
En 2012, un an avant de mourir, elle perd sa sœur Giuliana, une écrivaine : « J'ai perdu ma petite sœur, et l'art a perdu sa grande et humble interprète ».
Ses œuvres sont par la suite conservées dans d'importantes institutions publiques, dont le Palazzo Grassi à Venise, le Palazzo Mirto à Palerme et la Villa Borghèse à Rome.

## Œuvres placées dans des lieux publics
- Via Crucis, 1981, à la paroisse de Sant'Antioco M. à Ulassai
- Pas de lois, 2011, à la Nouvelle Salle des Groupes Parlementaires, Palazzo Montecitorio Rome
- Coudre et raccommoder devant et derrière, 2010, à la Faculté de Droit de l'Université de Cagliari
- La Capture de l'aile du vent, 2009, au parc éolien Ulassai

## Distinctions
- Diplôme honorifique en littérature de l'Université de Cagliari en 2004[14]
- Prix Spécial du Jury au Prix Dessì en 2007
- Prix Spécial du Jury au Prix Ciampi en 2012
- Prix de la Chambre des députés pour le 150e anniversaire de l'unification de l'Italie avec l'œuvre Empreintes de lois en 2011 [15]

## Maria Lai dans les collections publiques
- Bibliothèque nationale centrale de Florence
- Musée de l'huile Sabina, Castelnuovo di Farfa ( Rieti )
- Musée d'art moderne de New York (Moma)
- Centre Georges Pompidou à Paris
- Galerie nationale d'art moderne et contemporain de Rome
- MUSMA de Matera
- Musée d'art de la province de Nuoro
- Galerie d'art municipale de Cagliari
- Musée d'art contemporain de Masedu
- Collection Soddu-Tanda, de Pietro Soddu à Benetutti
- Musée d'art moderne et contemporain de Trente et Rovereto (MART) Don Mirella Bentivoglio

## Maria Lai dans des collections privées
- Collection Renato Alpegiani, Turin
- Collection Giuseppe Garrera, Rome
- Collection Nicola Cocco, au Studio Cocco, Quartu Sant'Elena (Cagliari)

## Expositions personnelles
- 1953 : Cagliari Gli amici del Libro
- 1956 : Cagliari Gli amici del Libro
- 1956 : Palm Beach Little Gallery
- 1957 : Roma Galleria L'Obelisco
- 1958 : Stoccolma Nordiska Companiet
- 1961 : Roma Galleria L'astrolabio
- 1963 : Roma Galleria L'albatro
- 1971 : Roma Galleria Schneider
- 1975 : Cagliari Arte Duchamp, Tele e collages
- 1977 : Savona Galleria Il brandale
- 1977 : Nuoro Galleria Chironi
- 1977 : Cagliari Arte Duchamp
- 1978 : Biennale di Venezia, Libro scalpo, Libro Pianto
- 1979 : Roma Centro Morandi
- 1979 : Bologna Arte Fiera (personale presso la “Arte Duchamp”)
- 1980 : Cagliari Arte Duchamp, Scritture
- 1980 : Roma Spazio Alternativo
- 1980 : Trieste Studio Tommaseo
- 1981 : Ulassai Legarsi alla Montagna
- 1982 : Ulassai Lavatoio Comunale
- 1982 : Perth, Australia, Quentin Gallery
- 1983 : Bari Centrosei
- 1983 : Sydney Ivan Dougherty Gallery
- 1983 : Roma Spazio Documento, il paese dei nastri celesti
- 1983 : Orotelli, l'alveare del poeta
- 1983 : Camerino, la disfatta dei varani
- 1984 : Roma Spazio Documento, Tenendo per mano il sole
- 1984 : Roma Calcografia Nazionale, artisti al lavoro, Maria Lai Franca Sonnino
- 1986 : Prato, Teatro Comunale, lettere al lupo
- 1987 : Turin, Quantica Studio
- 1989 : Hanovre Biblioteca dell'Università
- 1990 : Roma Studio Stefania Miscetti: La leggenda di Maria Pietra
- 1992 : Naples Galassia Gutenberg Oltre le indie Libri in stoffe
- 1992 : Castel di Tusa (ME), Atelier sul Mare, Su barca di carta mi imbarco
- 1994 : Roma scuderie di Palazzo Ruspoli, Inventare altri spazi
- 1996 : Venezia Scuola di Grafica Internazionale, Ca de janas
- 1998 : Cagliari, Man Ray Janas
- 2006 : Ulassai Inaugurazione Stazione dell'arte
- 2008 : Roma Festival Internazionale del Cinema, Ansia d'Infinito
- 2010 : Brescia, Galleria dell'Incisione
- 2011 : Venezia, Premio Venere nera
- 2011 : Roma Premio Camera dei deputati, 150 anni dell'Unità d'Italia, Orme di Leggi
- 2012 : Miami, USA, Pulse Fiera Internazionale d'Arte Contemporanea
- 2013 : Milano Nuova Galleria Morone, Tra fiabe, miti e leggende: le Tracce di un dio distratto
- 2013 : Bologna Museo d'arte moderna di Bologna Autoritratti

## Expositions posthumes
- 2013 : Catanzaro MARCA, Musée des Arts, Bookhouse
- 2013 : Mirano Harmonia Plantarum, Musée La Barchessa
- 2013 : Venise Traces d'un dieu distrait, Biennale de Venise
- 2014 : Matera MUSMA, Rétrospective, Maria Lai travaille de 1942 à 2011
- 2014 : Nuoro MAN, Mairie de Cagliari, Station d'art et musée en plein air d'Ulassai, Rétrospective intitulée Coudre le monde 300 oeuvres des années 1940 aux années 2000
- 2017 : VIVA ARTE VIVA, Biennale de Venise[16]
- 2017 : Cassel et Athènes, Documenta 14[17]
- 2018 : Florence, Palazzo Pitti Exposition Le Fil et l'Infini
- 2019 : Busto Arsizio, Musée du textile, Exposition Maria Lai et Franca Sonnino. Chefs-d'œuvre de l'art textile italien[18]
- 2019 : Rome, MAXXI, Exposition Maria Lai. Main dans la main avec le soleil[19]
- 2019 : Paris, Institut Culturel Italien, Exposition Maria Lai : Suivez le rythme[20]
- 2022 : Nuoro, Espace Ilisso . Exposition Maria Lai. Du travail informel au travail choral 70 oeuvres 1965-2000.

## Écrits
- Il faisait nuit dehors, Les crèches, Cagliari, éditions AD, 2004 (ISBN 978-8889307021)
- Maria Pietra, Cagliari, Ilisso, 2014 (ISBN 978-88-6202-318-4)
- Tenir par la main l'ombre, Cagliari, Ilisso, 2014 (ISBN 978-88-6202-319-1)
- La petite chèvre, Cagliari, Ilisso, 2014 (ISBN 978-88-6202-317-7)
- La cloche d'argent  (ill. Gioia Marchegiani), Topipittori, 2017 (ISBN 978-8898523726)
- Toute œuvre parle plus librement si elle est d'un auteur inconnu
- La peur de l'art, c'est la peur de l'exposition
- Chaque être humain peut refuser sa propre inquiétude, ou chercher des réponses dans la religion ou l'art
- Prière pour le religieux, fréquentation de l'art pour l'homme libre
- Toute religion établit des liens. L'art dénoue les liens